# 花园乡 (巴里坤哈萨克自治县)
花园乡，是中华人民共和国新疆维吾尔自治区哈密市巴里坤哈萨克自治县下辖的一个乡镇级行政单位。因由花庄子村和南园子村组成，取名花园。

## 地理
花园乡地处巴里坤盆地西南部，东靠县城，南依天山，西连海子沿乡，北与大河镇相望。总面积593.2平方千米，乡政府设在县城汉城北关外西150米处。地形地貌属山前坡地，海拔1 580～2 100米。属温带大陆性冷凉干旱气候，仅分冷、暖两季，多年平均气温2.7℃，1 月平均气温零下16.9℃，极端最低气温零下41.4℃；7月平均气温18.9℃，极端最高气温35.0℃。平均气温年较差58.3℃，生长期年平均120天，无霜期年平均102天。年平均日照时数3 030.5小时。0℃以上持续期199.3天。年平均降水量230.5毫米。

## 歷史
在南园子村兰州湾子有3 000多年前游牧部落居住遗址。清乾隆年间移民屯田形成邵家庄、闫家庄、陈家庄子、西大墩庄等。民国时期为永丰乡所辖；1950年隶属城关区；1955年为南园子中苏友好社和花庄子团结一社、二社；1956年为花园乡；1958年更名为火箭公社，同年火箭、卫星二社合并成立卫星公社，翌年改名为花园公社；1961年撤销花园公社，花庄子大队划属萨尔乔克公社，南园子大队划归城镇；1975年又由花庄子、南园子两个生产大队和城镇牧场组建为花园公社；1984年建制为花园乡。2010年，有常住人口1 650户5 795人，其中哈萨克族345人，蒙古族52人，其他少数民族45人。

## 经济
经济以农业为主。1978年有耕地面积2 086.67公顷、播种面积1 846.66公顷，总产量156.38千克。2010年，耕地面积2 600公顷，以种植小麦、饲用玉米、冷凉性大路蔬菜为主，其中小麦1 625公顷，大路菜1 342公顷，马铃薯67公顷，青贮玉米567公顷，大麦231公顷。天然草场44 040公顷，其中围栏草场1 330公顷，可打草场530公顷，其他草场22 602公顷。2010年有鲜奶收购站1个，大型扶贫托牛场1个，个体沙石厂2个，面粉加工厂2个，乳制品加工厂1个，303省道贯穿而过，交通方便。2010年，有学校2所，乡农牧民技术学校1所。有乡卫生院1所，村卫生室2所，有乡文化站、广播站各1个。

## 行政区划
花园乡下辖以下地区：
南园子村、花庄子村和头道河子村。